# Terra Nova (álbum)
Terra Nova es un álbum de estudio por el saxofonista alto estadounidense Robin Kenyatta. Fue publicado en noviembre de 1973 a través de Atlantic Records.

## Grabación y producción
Al igual que el álbum anterior de Kenyatta, Michael Cuscuna se encargó de la producción del álbum. Las sesiones de grabación de Terra Nova tuvieron lugar entre marzo y abril de 1973. Dos canciones, «Need Your Love So Bad» y «Touch», se grabaron en abril en The Hit Factory, en la ciudad de Nueva York. El resto de las canciones fueron grabadas por el ingeniero de audio Carlton Lee en marzo en los estudios Dynamic Sound, en Kingston, Jamaica. Las sobregrabaciones de trompas e instrumentos de percusión se llevaron a cabo en Atlantic Recording Studios, en la ciudad de Nueva York, y en The Hit Factory, por Harry Maslin, Jimmy Douglass y Joel Kerr. Douglass también se desempeñó como ingeniero en mezclas.

## Recepción de la crítica
Un escritor no especificado de la revista Cash Box declaró: “El maestro flautista y saxofonista Robin ha sobresalido una vez más en su último LP de Atlantic, que presenta su sólida habilidad en una serie de selecciones interesantes como «You Are the Sunshine of My Life» de Stevie Wonder, «Freedom Jazz Dance» de Eddie Harris y la miniepopeya de Willie John «Need Your Love So Bad». La canción que da nombre al álbum es divertida, alternando entre un suave ritmo de reggae, riffs de free form jazz y una compulsiva pista de saxo de r&b de Robin. En todos sus años como uno de los músicos más respetados del jazz, es posible que Robin haya dado lo mejor de sí en este álbum”.

## Lista de canciones
| Lado uno |                                                         |          |  |
| N.º      | Título                                                  | Duración |  |
| 1.       | «Temptation Took Control of Me (and I Fell)» (Eric Kaz) | 3:22     |  |
| 2.       | «Need Your Love So Bad» (Willie John)                   | 9:55     |  |
| 3.       | «Terra Nova» (Robin Kenyatta)                           | 4:55     |  |

| Lado dos |                                                   |          |  |
| N.º      | Título                                            | Duración |  |
| 1.       | «You Are the Sunshine of My Life» (Stevie Wonder) | 3:44     |  |
| 2.       | «Freedom Jazz Dance» (Eddie Harris)               | 3:50     |  |
| 3.       | «Mother Earth (Provides for Me)» (Kaz)            | 4:05     |  |
| 4.       | «Touch» (Frank Wilson, Pam Sawyer)                | 3:23     |  |
| 5.       | «Island Shakedown» (George Patterson, Kenyatta)   | 3:30     |  |

## Créditos y personal
Créditos adaptados desde las notas de álbum de Terra Nova.
Músicos
- Robin Kenyatta – saxofón alto y soprano, flauta
- Pat Rebillot – piano, piano eléctrico (2, 7)
- Sonny Burke – órgano (2, 7)
- Ron Carter – bajo eléctrico (2, 7)
- Ray Lucas – batería
- Huks Brown – guitarra líder
- Rad Bryan – guitarra rítmica
- Gladstone Anderson – piano
- Neville Hinds – piano eléctrico, piano
- Winston Wright – órgano
- Jackie Jackson – bajo eléctrico
- Boris Gardner – bajo eléctrico
- Winston Grennan – batería
- Ralph MacDonald – congas, percusión

Músicos adicionales
- Carlos Garnett – saxofón tenor (3, 8)
- Enrico Rava – trompeta (3, 8)
- Jonas Gwangwa – trombón (3, 8), arreglos (3)
- Betty Davis – voces (3, 8)

Personal técnico
- Michael Cuscuna – productor
- Harry Maslin – ingeniero de audio (2, 7)
- Carlton Lee – ingeniero de audio
- Jimmy Douglass – ingeniero de audio, mezclas
- Joel Kerr – ingeniero de audio
- Gjuseppe G. Pino – fotografía
- Haig Adishian – diseño de portada